# Rajuntay
Rajuntay o Raujunte  es una montaña del Perú con una altitud de 5,475 m s. n. m. Está situada en los Andes del Perú, en la provincia de Yauli en el departamento de Junín.
En sureste del cerro Curicocha sueste de la base del nevado se encuentra las pampas de pajonal de puna de Pucacocha y Curicocha. También tiene un área pantanosa. El lugar es hábitat de Cinclodes palliatus.